# LIVE FILM「東京 Lab. ストーリー」2024.11.10 両国国技館
- go!go!vanillas > 作品リスト > LIVE FILM「東京 Lab. ストーリー」2024.11.10 両国国技館
- go!go!vanillas > Lab. > LIVE FILM「東京 Lab. ストーリー」2024.11.10 両国国技館

『LIVE FILM「東京 Lab. ストーリー」2024.11.10 両国国技館』（ライブ フィルム とうきょう ラブ ストーリー 2024 11 10 りょうごくこくぎかん）は、日本のロックバンド・go!go!vanillasが2025年4月16日にIRORI Recordsよりセブンネットショッピング限定の受注生産で発売した通算3作目の映像作品。2024年11月10日に両国国技館にて開催したフリーライブ「東京 Lab. ストーリー」の模様が収録されている。国技館でフリーライブが開催されたのは今回が初となった。

## 概要

### ライブ公演
「東京 Lab. ストーリー」（とうきょうラブストーリー）は、go!go!vanillasのメジャー7thアルバム『Lab.』の発売を記念して2024年11月10日に両国国技館にて開催されたフリーライブ。
9月8日に両国国技館にて開催されていた大相撲九月場所の土俵上の懸賞旗にて、本ライブの開催が発表された。
ライブは、土俵を彷彿とさせる360度解放のセンターステージで開催された。アルバムの初回限定盤にはライブのチケットの申し込みに必要なシリアルコードが付属しており、2024年9月11日から10月13日までの間にアルバムを予約購入することでチケットを手に入れることができた。アルバムを購入する店舗によって座席が異なり、セブンネットショッピングでのアルバム購入者はステージの最接近エリア、それ以外の対象店舗でのアルバム購入者は1Fアリーナ後方/2F席の前方に入場できる。また、抽選でアルバム購入者以外も対象にチケットの一般販売も行われた。
ライブの模様はFM802「Grace Place」にて生配信が行われた。また、バンドの公式YouTubeチャンネルでも全編の生配信が行われた。また、2025年1月10日放送のテレビ東京系「超音波」にて、本公演の「SHAKE」のライブ映像が放送された 。

### 映像作品
前作『LIVE FILM -My Favorite Things-』からおよそ2年ぶりとなる映像作品。本作は過去2作と異なり、セブンネットショッピング限定で2月21日から3月10日までの受注生産限定で販売された。
「東京 Lab. ストーリー」ライブ映像に加え、メンバーそれぞれのインタビューを含むメイキングやオフショットも収録される。また、特典として、当日のライブ写真やオフショットを含むブックレットと特製ステッカーを付属した豪華BOXとなっている。
2025年2月21日に本作の発売が発表され、同時に収録されている「来来来」のライブ映像が公開された。

## 収録内容
| #   | タイトル                 | 作詞 | 作曲・編曲 |
| --- | ------------------------ | ---- | ---------- |
| 1.  | 「Persona」              |      |            |
| 2.  | 「デッドマンズチェイス」 |      |            |
| 3.  | 「ライクアマウンテン」   |      |            |
| 4.  | 「クライベイビー」       |      |            |
| 5.  | 「SHAKE」                |      |            |
| 6.  | 「平安」                 |      |            |
| 7.  | 「カウンターアクション」 |      |            |
| 8.  | 「来来来」               |      |            |
| 9.  | 「クロスロオオオード」   |      |            |
| 10. | 「エマ」                 |      |            |
| 11. | 「マジック」             |      |            |
| 12. | 「平成ペイン」           |      |            |
| 13. | 「Leyline」              |      |            |

## 収録映像解説
1. Persona
  - 行司がメンバーを柳沢、プリティ、セイヤ、サポートメンバーの井上、牧の順にステージに呼び込み、ステージ上に全員が集合して演奏[2]。
2. デッドマンズチェイス
3. ライクアマウンテン
4. クライベイビー
5. SHAKE
6. 平安
7. カウンターアクション
8. 来来来
9. クロスロオオオード
  - 本ライブで初披露。
  - 柳沢のギターソロに続く形で演奏が始まった[2]。
10. エマ
11. マジック
12. 平成ペイン
13. Leyline
  - 本ライブで初披露。

## 参加ミュージシャン
go!go!vanillas
- 牧達弥（ボーカル・ギター）
- 柳沢進太郎（ギター・ボーカル）
- 長谷川プリティ敬祐（ベース）
- ジェットセイヤ（ドラムス）

Additional Musicians
- 井上惇志(showmore)（ピアノ・キーボード）